# Абдрашитовська сільська рада
Абдраши́товська сільська рада (рос. Абдрашитовский сельский совет) — муніципальне утворення у складі Альшеєвського району Башкортостану, Росія. Адміністративний центр — село Абдрашитово.

## Населення
Населення — 1143 особи (2019, 1537 в 2010, 1751 в 2002).

## Склад
До складу поселення входять такі населені пункти:
| Населений пункт           | Населення, осіб (2002) | Населення, осіб (2010) |
| ------------------------- | ---------------------- | ---------------------- |
| Абдрашитово, село         | 661                    | 619                    |
| Абдулкарімово, присілок   | 122                    | 68                     |
| Балкан, присілок          | 43                     | 28                     |
| Ігенче, присілок          | 80                     | 56                     |
| Красна Звєзда, присілок   | 46                     | 56                     |
| Кримський, село           | 566                    | 529                    |
| Лінда, присілок           | 119                    | 116                    |
| Малоабдрашитово, присілок | 50                     | 42                     |
| Михайловка, присілок      | 51                     | 19                     |
| Ніколаєвка, присілок      | 9                      | 2                      |
| Сартбаш, присілок         | 4                      | 2                      |